# 쿨씨
쿨씨는 동양유업에서 생산하는 음료이다.
1985년에 출시되어 1990년 단종되었다.